# Головко Василь Васильович
Василь Васильович Головко (нар. 2 червня 1948) — російський радянський футболіст, півзахисник та нападник. Майстер спорту СРСР (1969).

## Життєпис
У 1966 році виступав в турнірах КФК за павловський «Урожай», потім розпочав професіональну кар'єру гравця в складі клубу другої союзної ліги «Торпедо» з Армавіра. За півтора року провів у складі волжан 54 матчі, в яких 17 разів відзначився забитими м'ячами. Після чого Василь перейшов до ростовського СКА, який виступав на той час у вищій лізі країни. У складі армійців Головко 13 разів з'являвся на полі в рамках чемпіонату і ще тричі в кубку, забивши три м'ячі. Разом з командою дійшов до фіналу кубка країни. Сезон по тому Василь повернувся в Волгоград, де виступав протягом року. Сезон 1971 року провів у складі нальчикского «Автомобіліста» разом з яким виборо право виступати в першій лізі. Після чого поповнив ряди донецького «Шахтаря», але закріпитися в складі команди Василю не вдалося, і провівши всього чотири поєдинки, покинув клуб. Напередодні початку сезону 1973 року повернувся в Нальчик. Футбольну кар'єру завершив 1974 році в складі аматорського колективу «Ростсільмаш».

## Статистика виступів
| Команда                  | Сезон             | Чемпіонат         | Чемпіонат | Чемпіонат | Кубок | Кубок | Інші  | Інші | Загалом | Загалом |
| Команда                  | Сезон             | Рів.              | Матчі     | Голи      | Матчі | Голи  | Матчі | Голи | Матчі   | Голи    |
| ------------------------ | ----------------- | ----------------- | --------- | --------- | ----- | ----- | ----- | ---- | ------- | ------- |
| «Сталь» (Волгоград)      | 1967              | II                | 15        | 4         | ?     | 0     | 0     | 0    | 15*     | 4       |
| «Сталь» (Волгоград)      | 1968              | II                | 39        | 13        | 1*    | 1*    | 0     | 0    | 40*     | 14*     |
| «Сталь» (Волгоград)      | Загалом           | Загалом           | 54        | 17        | 1*    | 1*    | 0     | 0    | 55*     | 18*     |
| СКА (Ростов-на-Дону)     | 1969              | I                 | 13        | 1         | 3     | 2     | 0     | 0    | 16      | 3       |
| «Сталь» (Волгоград)      | 1970              | III               | 33        | 6         | 0     | 0     | 0     | 0    | 33      | 6       |
| «Автомобіліст» (Нальчик) | 1971              | III               | 32*       | 19        | 0     | 0     | 3*    | 0    | 35*     | 19      |
| «Шахтар» (Донецьк)       | 1972              | II                | 4         | 0         | 2     | 0     | 0     | 0    | 6       | 0       |
| «Локомотив» (Донецьк)    | 1972              | III               | 12        | 3         | 0     | 0     | 0     | 0    | 12      | 3       |
| «Спартак» (Нальчик)      | 1973              | II                | 13        | 3         | 4     | 2     | 0     | 0    | 17      | 5       |
| Усього за кар'єру        | Усього за кар'єру | Усього за кар'єру | 161*      | 49        | 10*   | 5*    | 3*    | 0    | 174*    | 54      |

Примітки: знаком * помічені колонки, дан в яких ймовірно неповні.
Джерела:
- Статистика виступів взята зі спортивного медіа-порталу FootballFacts.ru [Архівовано 9 листопада 2014 у Wayback Machine.]

## Досягнення
- Кубок СРСР
  -  Фіналіст (1): 1969